# NGC 7528
NGC 7528 ist eine elliptische Galaxie vom Hubble-Typ E im Sternbild Pegasus am Nordsternhimmel. Sie ist schätzungsweise 399 Millionen Lichtjahre von der Milchstraße entfernt.
Das Objekt wurde im August 1880 von Andrew Ainslie Common entdeckt.